# Còrsega del Sud
Còrsega del Sud (20A) (Corse-du-Sud en francès i Corsica Suttana en cors) és un departament francès situat a la regió de Còrsega.
El departament de Còrsega del Sud es creà per la divisió de l'illa de Còrsega en dos departaments l'1 de gener de 1976, en aplicació de la llei de 15 de maig de 1975. Els seus límits corresponen als de l'antic departament de Liamone, que existí entre 1793 i 1811.